# 青年団 (劇団)
青年団（せいねんだん）は、日本の劇団。1983年、劇作家・演出家の平田オリザを中心に国際基督教大学の学生劇団として旗揚げ。

## 概要
平田の提唱する現代口語演劇理論に則った活動を進め、1990年代以降の小劇場を中心とした日本演劇界に大きな影響を与える。公演では、ワークショップを精力的に開催しており、観客との交流の深い劇団の一つである。劇場の緞帳を用いず、開演前の開場の段階から舞台上に役者がいて何らかの動作や会話を行っているという演出を特徴とする。
平田オリザが支配人を務めるこまばアゴラ劇場を中心に公演を展開。また、韓国などを中心に外国での公演活動や、外国の劇団との交流も積極的に行っている。大阪大学の石黒浩教授と協力してのアンドロイド演劇にも取り組んでいる。
また、2002年度からは、青年団に所属する劇作家・俳優などがユニットを形成し、そこで独自の公演を行う企画として、「青年団リンク」を立ち上げる。

## 主な公演
- 海神ポセイドン（1983年、第1回公演旗揚げ公演）
- 暗愚小傳（1984年、第3回公演）
- ソウル市民（1990年、第16回公演）
- 南へ（1990年、第19回公演）
- S高原から（1992年、第21回公演）
- さよならだけが人生か（1992年、第23回公演）
- 北限の猿（1992年、第24回公演）
- 東京ノート（1994年、第27回公演、第39回岸田國士戯曲賞受賞）
- 火宅か修羅か（1995年、第29回公演）
- 冒険王（1996年、第31回公演）
- バルカン動物園（1997年、第33回公演）
- 東京ノート（1999年、韓国ソウルにて韓国語字幕つきの公演）
- 海よりも長い夜（1999年、第36回公演）
- ソウル市民1919(2000年)
- 上野動物園再々々襲撃（2001年、第41回公演、原案：金杉忠男／構成・演出：平田オリザ）
- 海よりも長い夜（2002年、第43回公演）
- 東京ノート（2002年、ワールドツアーヨーロッパ篇）
- 暗愚小傳（2003年、第45回公演）
- ヤルタ会談、忠臣蔵・ＯＬ編（2004年、青年団プロジェクト公演）
- 御前会議（2004-5年、第48回公演）
- 砂と兵隊（2005年、第49回公演）
- ソウル市民昭和望郷編(2006年)
- 鳥の飛ぶ高さ(2009年)
- アンドロイド版三人姉妹(2012年)
- 銀河鉄道の夜（2018年、第78回公演、原作：宮沢賢治）
- 日本文学盛衰史（2018年、第79回公演、原作：高橋源一郎、第22回鶴屋南北戯曲賞受賞）

## 主な団員

### 演出家
- 平田オリザ
- 岩井秀人
- 多田淳之介
- 深田晃司
- 松井周
- 舘そらみ
- 柴幸男
- 谷賢一 - 青年団演出部に所属していたが、2022年12月、セクシュアルハラスメントを告発され退団となった[1]。

### 俳優
- 志賀廣太郎（在団中に死去）
- 古舘寛治
- 荻野友里
- 小林亮子
- 堀夏子
- 河村竜也

平田原作の小説『幕が上がる』の映画版には、メインキャストとして志賀が出演。踊る大捜査線シリーズで知られる本広克行が監督を務める青春映画となった（2015年2月28日公開）。

## 青年団から独立した劇団（2014年12月現在）
- 「五反田団」（前田司郎）[2]
- 「サンプル」（松井周）
- 「ままごと」（柴幸男）
- 「東京デスロック」（多田淳之介）
- 「青☆組」（吉田小夏）
- 「サラダボール」（西村和宏）
- 「うさぎ庵」（工藤千夏）
- 「水素74％」（田川啓介）
- 「ガレキの太鼓」（舘そらみ）